# Stylesheet
Onder een stylesheet of stijlblad wordt een richtlijn voor de opmaak van documenten of gestructureerde informatie verstaan. Stylesheets spelen een belangrijke rol in de scheiding van informatie en presentatie. Deze scheiding wordt over het algemeen als een goede zaak gezien voor softwareapplicaties. Het maakt het gemakkelijker om dezelfde informatie op een op maat gesneden manier aan te bieden, bijvoorbeeld aan webbrowsers en mobiele telefoons, via UMTS of WAP.
Vaak wordt met een stylesheet een document aangeduid met de extensie .css.
Voorbeelden:
- Cascading Style Sheets voor vormgeving van HTML- en XHTML-documenten.
- Extensible Stylesheet Language is een formele taal waarmee kan worden aangegeven, hoe XML-documenten moeten worden geformatteerd.